# Дети ночи (фестиваль)

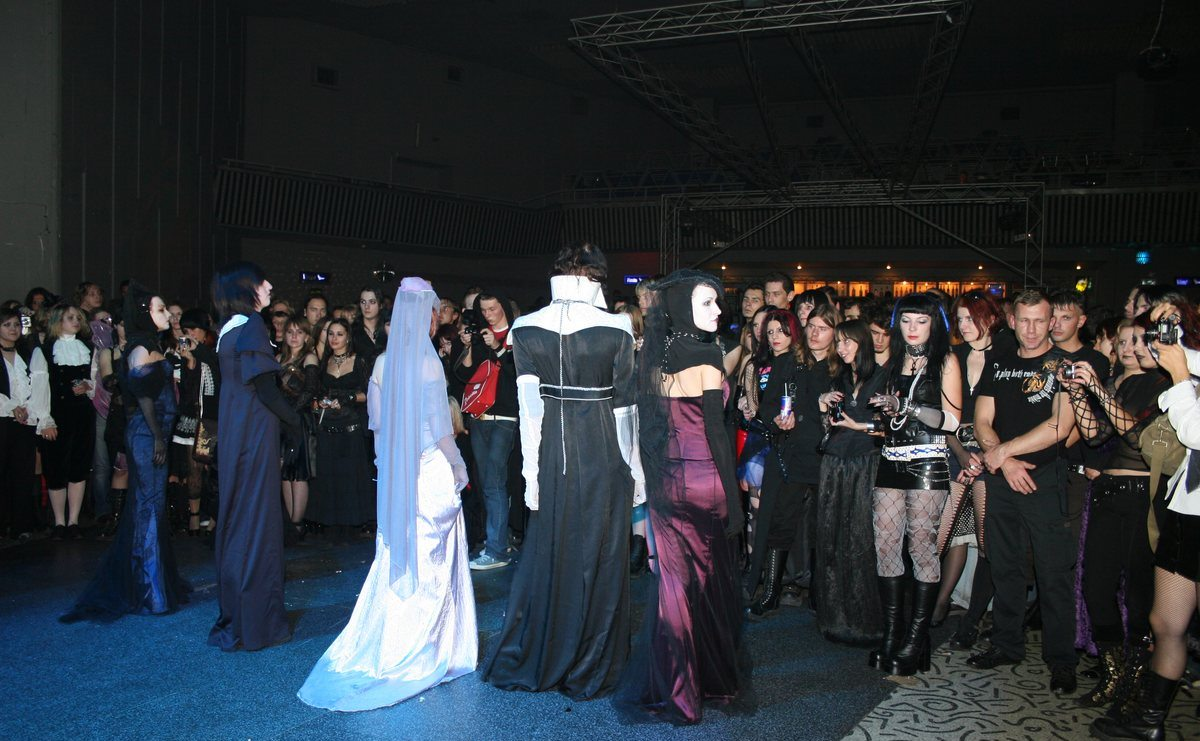
Посетители фестиваля «Дети Ночи: Чорна Рада 5» (2008) в одном из клубов во время fashion-показа

Дети Ночи: Чорна Рада, ДН (укр. Чорна Рада, означающее «совет черни, собрание, встреча») — ежегодный, проводимый c 1999—2000 гг., крупнейший на Украине и в СНГ фестиваль gothic/dark/electro музыки и искусства . Фестиваль «Дети Ночи: Чорна Рада» организуется ежегодно осенью (в сентябре) и в Киеве основателями украинской готик-сцены: участниками Украинского Готического Портала (www.gothic.com.ua). Продолжительность фестиваля: 1 или 2 дня. Постоянное количество посетителей составляет от 1500 до 2500. На данный момент поездка на фестиваль стала ежегодной традицией поклонников gothic/dark/electro эстетики из России, с Украины, из Белоруссии, Молдавии и других стран бывшего СССР. Фестиваль «Дети Ночи» является славянским аналогом крупнейших международных готик-фестивалей Wave Gotik Treffen и M’era Luna, а также позиционируется экспертами как один из немногих фестивалей европейского уровня на Украине .

## История и развитие
Идея проведения фестиваля «Дети Ночи» появилась в 1999 году благодаря участникам Украинского Готического Портала (УГП), после чего было пробно проведено несколько одноимённых тематических событий. 14 сентября 2000 года УГП организовал дебютный полномасштабный фестиваль «Дети Ночи 1», неожиданно для всех собравший около 2000 посетителей . «Дети Ночи 1» собрали на одной сцене первые dark / gothic группы с Украины и из России — Кому Вниз (Украина), Necropolis (Украина), Antisisters (Россия), Далеко (Украина), DNK (Украина), Blaze (Украина). С 2000 по 2005 г. фестиваль не организовывался в связи с нахождением главного организатора (Vitaliy Stranger)  в Германии. В 2005 году «Дети Ночи» стартовал вновь, сразу в двухдневном формате и под новым именем «Дети Ночи: Чорна Рада 2». В течение двух дней состоялись выступления около 20 ведущих групп dark / independent сцены Украины, России и Белоруссии. Двухдневный формат обогнал своё время и показал неготовность аудитории к таким масштабным событиям, поэтому с 2006 года фестиваль снова длится один день. Смена названия с «Дети ночи» на «Дети Ночи: Чорна Рада» в 2005 году была обусловлена переориентацией события с всеукраинского на всеславянский, международный уровень, с целью стать крупнейшим gothic / dark / electro событием региона. Начиная с 2006 года на фестивале в качестве «гостей» также начали выступать группы из разных стран мира: Phantasmagoria (Япония), Blood Jewel (США), Severe Illusion (Швеция), Charlotte’s Shadow (Испания). В период 2006—2009 гг. фестиваль оправдал ожидания и укрепил свой статус «тёмного собрания славянских наций», ежегодно принимая в Киеве группы и посетителей с Украины, из России, Белоруссии. Сложилась традиция, следуя которой готы («дети ночи») из русскоязычных стран раз в году собираются в Киеве на «Чорну Раду», в связи с чем фестиваль стали называть «славянский Wave Gotik Treffen», а также аналогом Mera Luna и Castle Party. Поскольку в период с 2000 г. по сегодняшний день на фестивале выступали группы из Японии, США, Англии, Норвегии, Швеции, Испании, Латвии, с Украины, из России, Белоруссии, Молдавии и других стран, фестиваль приобрел также известность и за рубежом .

## Концепция и идея
Дети Ночи: Чорна Рада" — старейший  на территории бывшего СССР фестиваль готической, темно-романтической и электронно-индустриальной музыки, проведенный впервые в 1999—2000 годах в Киеве Украинским Готическим Порталом (www.gothic.com.ua). На сегодняшний день «Дети Ночи: Чорна Рада» — это не просто украинский аналог международных мультиформатных готических фестивалей WGT, M’era Luna и Castle Party, но и крупнейшее подобное событие на Украине и в СНГ . Благодаря своей уникальной концепции — «Чорна Рада — ежегодное собрание славянских наций» — фестиваль стал единственным специализированным мероприятием, на котором собираются интереснейшие группы, диджеи и аудитория преимущественно из славянских стран — с Украины, из России, Белоруссии.
Международный статус фестиваля «Дети Ночи: Чорна Рада» из года в год подтверждается тем, что на нём выступают группы, диджеи, и перфоманс-команды также из стран Европы, Японии, и США."Дети Ночи: Чорна Рада" — это праздник готики, темной романтики, кибер- и фетиш-эстетики. В течение двух дней праздника смешиваются и переплетаются музыкальные выступления, новейшие визуальные технологии, необычные арт-перфомансы, самые современные проявления моды и техники танца, революционные решения в имидже и дизайне, шоу и демонстрация оригинальной техники работы диджеев, ви-джеев, и пи-джеев, а также многое другое. Международный фестиваль «Дети Ночи: Чорна Рада» вызывает пристальный интерес, являясь не имеющим аналогов «мостом» между группами из разных концов мира и посетителями с Украины, из России, Белоруссии и других стран. Для зарубежных групп фестиваль «Дети Ночи: Чорна Рада» предоставляет лучшую возможность презентовать своё творчество сразу для всего восточноевропейского региона. В рамках фестиваля иногда проходят выставки фото и арта, можно купить журналы, постеры, диски групп, украшения и многое другое. Традиционно снимается документальный фильм о группах и посетителях.
Также интересен тот факт, что фестиваль стал местом встречи харизматических лидеров и VIP-персон международной независимой и gothic/industrial сцены. В числе диджеев и гостей фестиваля в разные годы оказывались организаторы крупнейших готик-фестивалей Wave Gotik Treffen, Castle Party, Prague in Dark, Kunigunda Lunaria, Electro Prague Festival и т. д., а также — представители и владельцы лейблов (Tridens, Dangus, Shadowplay, etc), национальных indie/gothic изданий («Gothica», Gothic.ru, DarkBelarus), менеджеры групп и промоутеры, с которыми можно пообщаться как непосредственно на самом фестивале, так и в специальной VIP-зоне . Посетителей мероприятия привлекает единственная в регионе масштабная возможность не только увидеть одновременно интереснейшие проекты с Украины, из России, Японии, Европы, но и провести время среди тысяч людей в чёрном.

С середины 2000-х гг. фестиваль «Дети Ночи: Чорна Рада» превратился в традиционное место сбора поклонников готики, темной и нео-романтики, экспериментального арта, авангарда и электронно-индустриальной эстетики.

## Статусы и девизы
Среди девизов и статусов фестиваля можно найти следующие:
«Дети Ночи: Чорна Рада — главное gothic/dark/electro событие Украины, России, Белоруссии, других стран СНГ и бывшего СССР»
«Дети Ночи: Чорна Рада — фестиваль, которому посетители важнее, чем участники…»
«Славянский Wave Gotik Treffen»
«Старейшее и крупнейшее собрание поклонников gothic / dark / electro- музыки и эстетики из нашего региона»
«Дети Ночи» — в первую очередь, ежегодное место сбора готов, любителей темной романтики и индустриальной эстетики, а потом уже концерты групп. Наша главная цель — год за годом собирать все поколения детей ночи вместе"
«Раз в году все дети ночи собираются вместе… Нас — тысячи!»

## Места

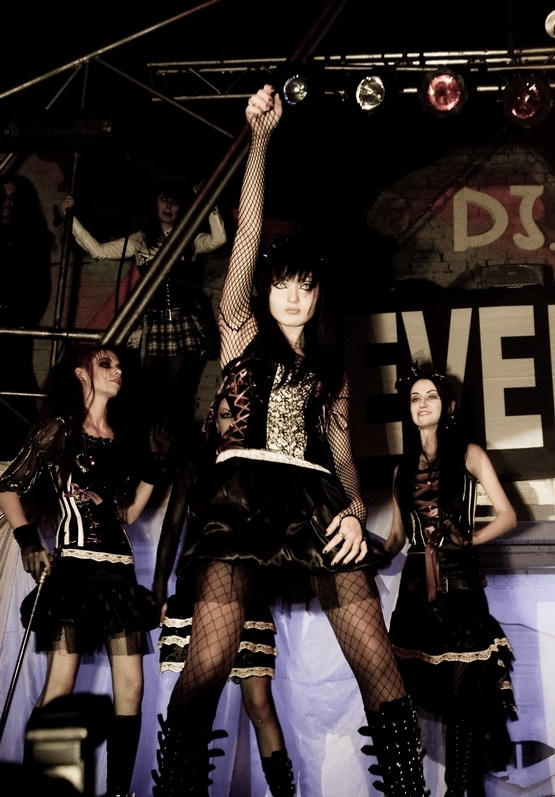
Выступление на сцене в клубе «Бинго» в рамках «Дети Ночи: Чорна Рада»

В отличие от других украинских фестивалей, Дети Ночи проводился во многих клубах Киева — «Промзона» (1999—2000), «Победа» (2005) и «Бинго» (2006, 2007, 2008, 2009, 2010, 2012).

## Состав (Line-Up) фестиваля

### 2000
Первый фестиваль «Дети Ночи: Чорна Рада 1» состоялся 14 сентября 2000 г. в Киеве в клубе «Промзона».
Кому вниз (Украина), Necropolis (Украина), Antisisters (Россия), Далеко (Украина), DNK (Украина), Blaze (Украина).

### 2005
Второй фестиваль «Дети Ночи: Чорна Рада 2» состоялся 17-18 сентября 2005 г. (2 дня) в Киеве в клубе «Победа».
Кому вниз (Украина)
Вий (Украина)
Оля и Монстр (сайд-проект Fleur) (Украина), Холодное Солнце (Украина), Dust Heaven (Украина), Inferno (Украина), Gray/Scale (Украина), Вомбад (Украина), Ginger Snaps (Украина), Necropolis (Украина), Strigoii (Украина), Оксана Малицкая (Украина), Тінь Сонця (Украина), Оркестр Янки Козыр (Украина), Dromos (Белоруссия), Prophetic Dream (Белоруссия), Le Reine Margot (Белоруссия), Slide Show (Россия)

### 2006
Третий фестиваль «Дети Ночи: Чорна Рада 3» состоялся 16 сентября 2006 г. в Киеве в клубе «Бинго».
Error:Genesis (Украина), Inferno (Украина), Audi Sile (Украина), Кому вниз (Украина), Phantasmagoria (Япония), Blood Jewel (США), Severe Illusion (Швеция), Charlotte's Shadow (Испания), The Guests (Россия), Prophetic Dream (Белоруссия), Vis Essentialis (Белоруссия)

### 2007
Четвёртый фестиваль «Дети Ночи: Чорна Рада 4» состоялся 15 сентября 2007 г. в Киеве в клубе «Бинго».
Gray/scale (Украина), Vanilin (Украина), Crazy Juliet (Украина), No Existence (Россия), Inferno (Украина), Error:Genesis (Украина), Cold in may (Белоруссия), Andromeda Cryogen (Белоруссия)

### 2008
Пятый фестиваль «Дети Ночи: Чорна Рада 5» состоялся 20 сентября 2008 г. в Киеве в клубе «Бинго».
Inversus (Украина), Delia (Украина), Grantopera (Украина), She Cries (Украина), My Personal Murderer (Украина), Ignis Fatuus (Украина), Audi Sile (Украина), Dust Heaven (Украина), Demonoid 13 (Япония), Ange Noir (Россия), Fright Night (Россия), Kalt (Белоруссия), Diversant 13 (Белоруссия), Mind:Shredder (Украина), Neverdice (Финляндия)

### 2009
Шестой фестиваль «Дети Ночи: Чорна Рада 6» состоялся 12 сентября 2009 г. в Киеве в клубе «Бинго».
Grim Faith (Украина), Полинове поле (Украина), F.R.A.M (Украина), Inferno (Украина), Attrition (Англия), Imprint (Англия), Novus UK (Англия), Whore Glamourama (Латвия), Otto Dix (Россия), Pain Deep Inside (Россия), Infected Desire (Россия), Toxisector (Россия), Fla Vector (Белоруссия), Alpha Point (Молдавия)

### 2010
Седьмой (десятый юбилейный, в честь 10-летнего юбилея фестиваля) фестиваль «Дети Ночи: Чорна Рада 10» состоялся 18 сентября 2010 г. в Киеве в клубе «Бинго».
Nitemare Machine (Россия), Nonsons (Россия), Fetish’ist (Россия), Tetania (Беларусь), Adyta (Грузия), Aquarelle (Украина), Mysterya (Украина), Error::Genesis (Украина), Hapalochlaena Maculosa (Россия), Оперная певица (инкогнито).

### 2011
Восьмой фестиваль «Дети Ночи: Чорна Рада 2011» состоялся 24 сентября 2011 года в Киеве в клубе «Бинго».
Diary of Dreams (Германия), Скрябин (Украина), Кому Вниз (Украина), Холодне Сонце (Украина), Natalie Orlie (Украина), Waves Under Water (Швеция), Fatum Aeternum (Израиль), Five Times Defeat (Россия), Crazy Juliet (Украина), I Miss my Death (Украина), Bernie Bandicoot (Украина).

### 2012
Двенадцатый фестиваль «Дети Ночи: Чорна Рада 12» состоялся 22 сентября 2012 года в Киеве в клубе «Бинго» при участии таких групп, как: 
Spiral69 (Италия, dark folk / dark rock / suicide pop)
My Coffin Rats (Belarus, rock / gothic rock / old school)
Anthracitic Moths (Russia, electro / EBM)
The Quinsy (Russia, post-punk / old school)
Tuli Linna (Russia, dark metal / electro rock)
Hyperhate (Ukraine, electro / EBM)
Sad Alice Said  (Ukraine, gothic metal ),
И хедлайнеров Spiral69 (Италия), Solar Fake (Германия) In Strict Confidence (Германия)

### 2013
Участники: Clan of Xymox (Нидерланды), Rabia Sorda (Мексика/Германия), Faderhead (Германия), Naama (Украина), а также российские коллективы The Strahi, Totten Mechanismus, Maestro Nosferatu, Kinder, Despair, Holocoder (Россия).

## Номера фестиваля

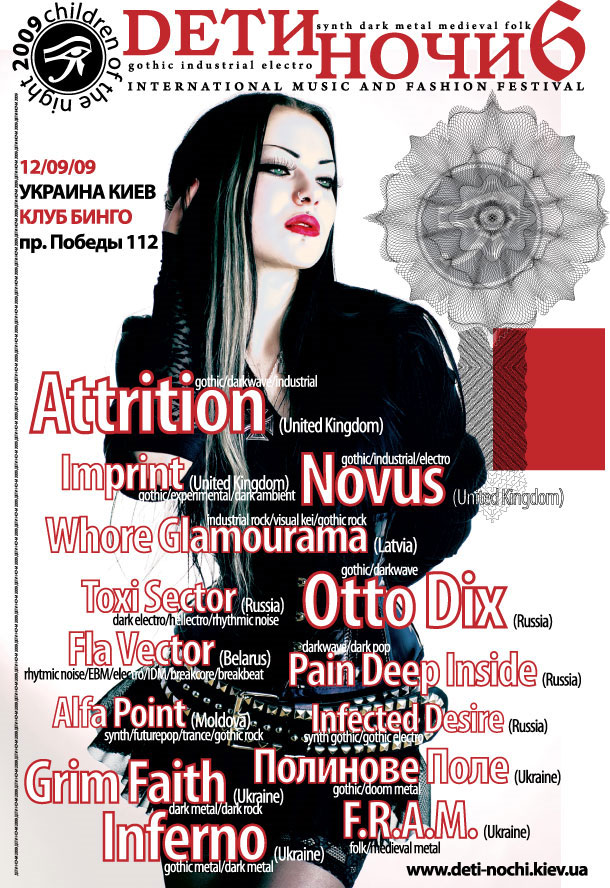
Билет Дети Ночи: Чорна Рада 6

| - 1999—2000: 1 - 2001: - 2002: - 2003: - 2004: - 2005: 2 - 2006: 3 | - 2007: 4 - 2008: 5 - 2009: 6 - 2010: 10 (в честь 10-летнего юбилея) - 2011: 11 - 2012: 12 |

## Видео с фестиваля и связанные с фестивалем
- Репортаж с «Дети Ночи: Чорна Рада 5» (2008) и интервью с организаторами, музыкальный канал «ENTER» Архивная копия от 19 октября 2016 на Wayback Machine
- Фрагмент концерта группы ERROR::GENESIS (Украина) на «Дети Ночи: Чорна Рада 4» (2007), песни «Nameless land», «Corporate slaves» (хорошее качество)
- Презентация посетителей «Дети Ночи: Чорна Рада 4» (2007) (любительское видео)
- Телепередача «Специальный репортаж» о готике на Украине и интервью с представителем УГП, канал «1+1» (Украина) Архивная копия от 23 декабря 2017 на Wayback Machine

## Фото с фестиваля
- Фотоальбомы разных авторов с «Дети Ночи: Чорна Рада 2» (2005) Архивная копия от 30 декабря 2008 на Wayback Machine
- Фотоальбомы разных авторов с «Дети Ночи: Чорна Рада 3» (2006) Архивная копия от 30 декабря 2008 на Wayback Machine
- Фотоальбомы разных авторов с «Дети Ночи: Чорна Рада 4» (2007) Архивная копия от 16 сентября 2009 на Wayback Machine
- Фотоальбомы разных авторов с «Дети Ночи: Чорна Рада 5» (2008) Архивная копия от 5 сентября 2009 на Wayback Machine
- Фотоальбомы разных авторов с «Дети Ночи: Чорна Рада 6» (2009) Архивная копия от 27 февраля 2011 на Wayback Machine
- Фотоальбомы разных авторов с «Дети Ночи: Чорна Рада 10» (2010) Архивная копия от 26 февраля 2011 на Wayback Machine

## Галерея

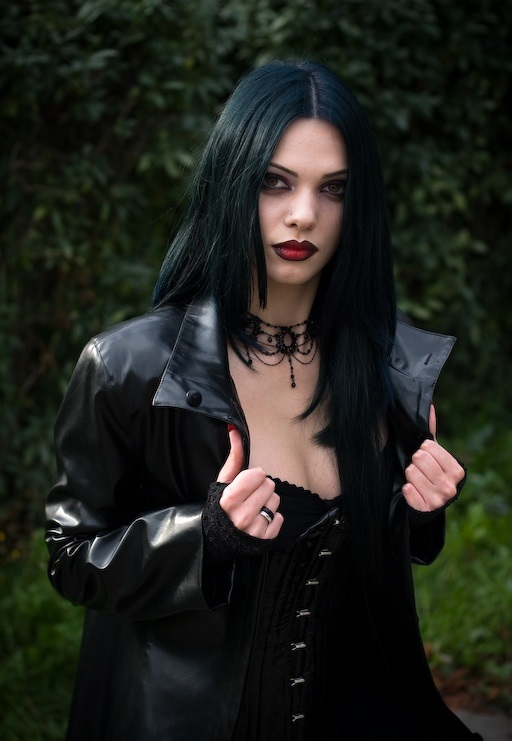
"Дети Ночи: Чорна Рада 5" (2008), посетители
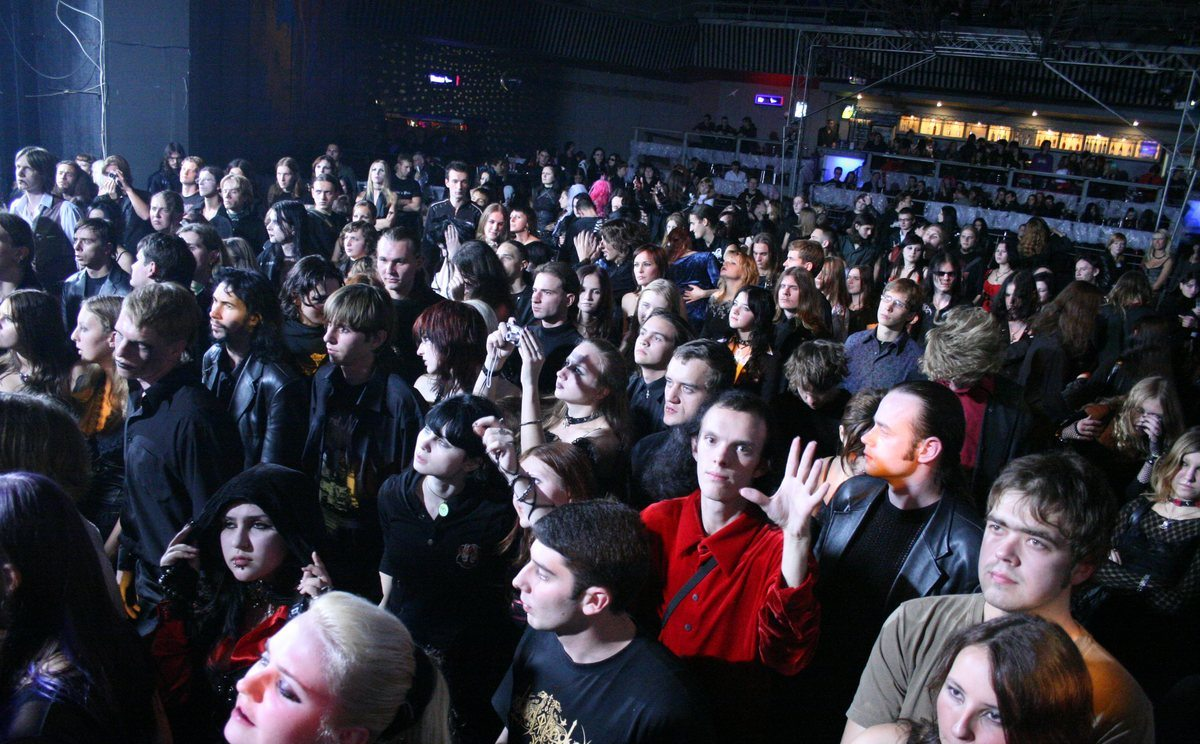
"Дети Ночи: Чорна Рада 4" (2007), посетители
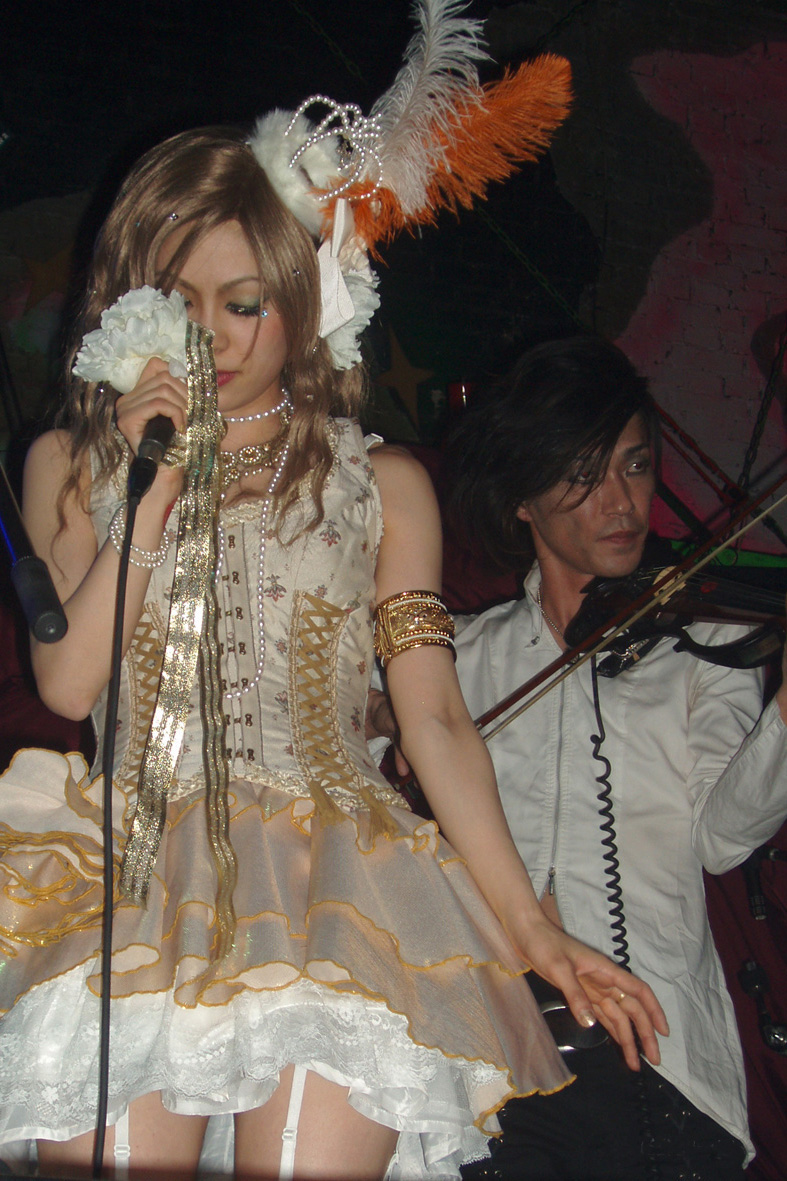
Выступление visual kei группы Phantasmagoria (Япония) на "Дети Ночи: Чорна Рада 3" (2006)
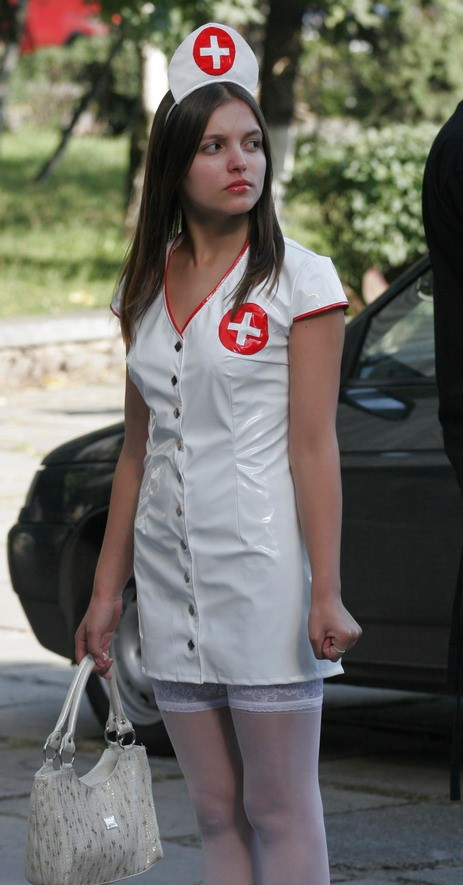
"Дети Ночи: Чорна Рада 3" (2006), посетители
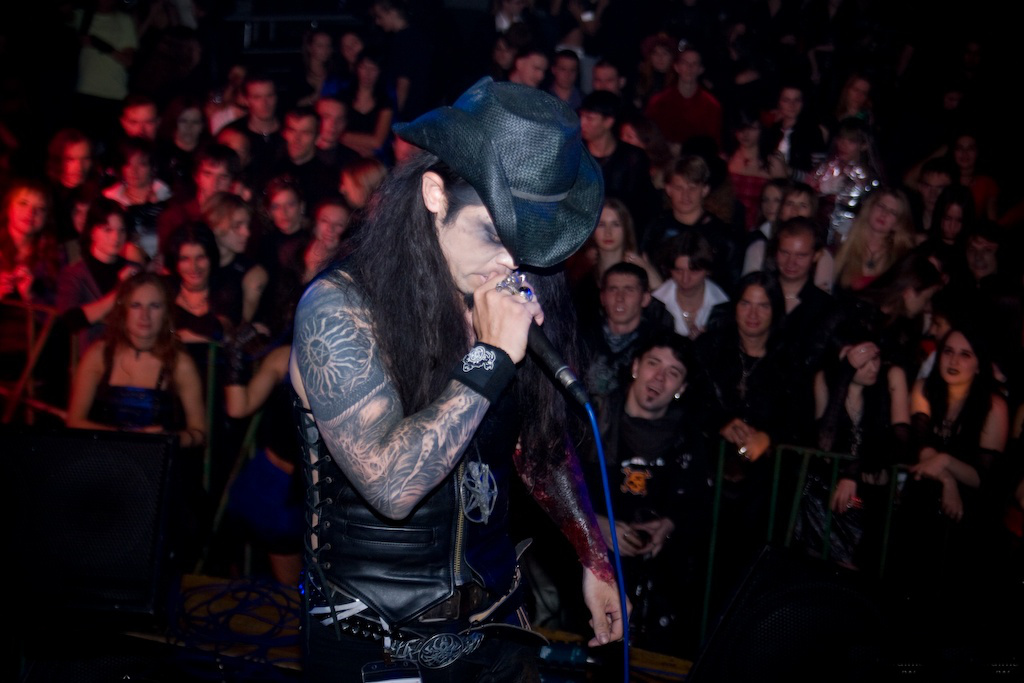
Выступление Demonoid 13 (Япония) на "Дети Ночи: Чорна Рада 5" (2008)
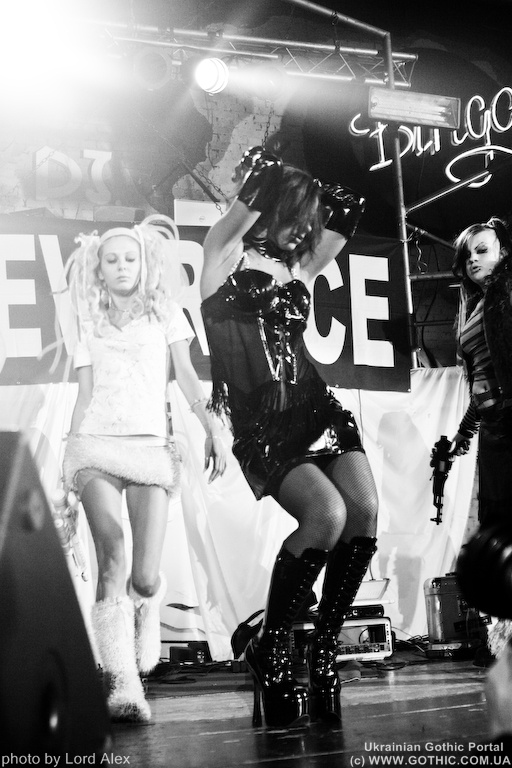
Fashion-show на "Дети Ночи: Чорна Рада 5" (2008)
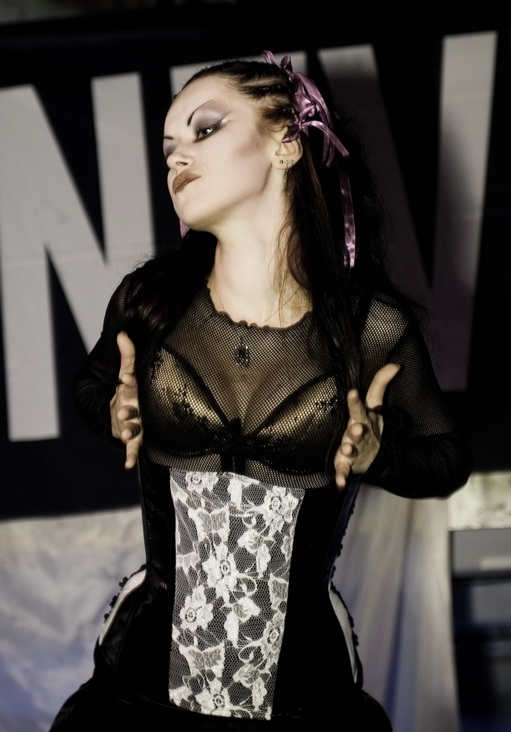
"Дети Ночи: Чорна Рада 5" (2008), хореографическая постановка
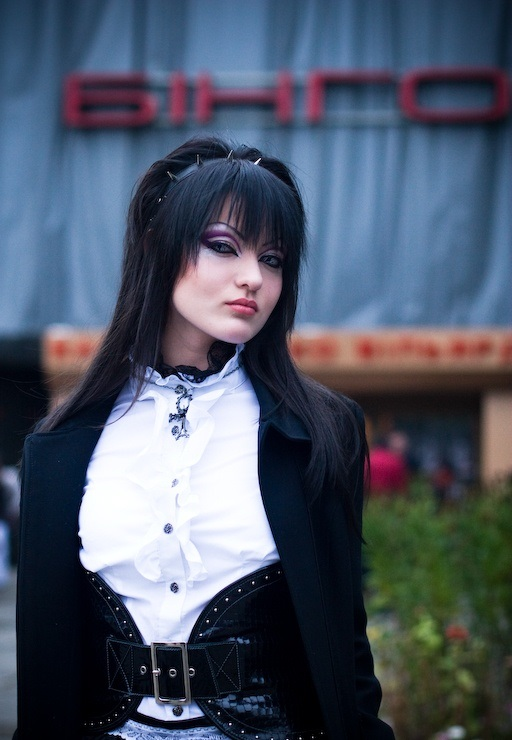
"Дети Ночи: Чорна Рада 5" (2008), посетители

## Афиши

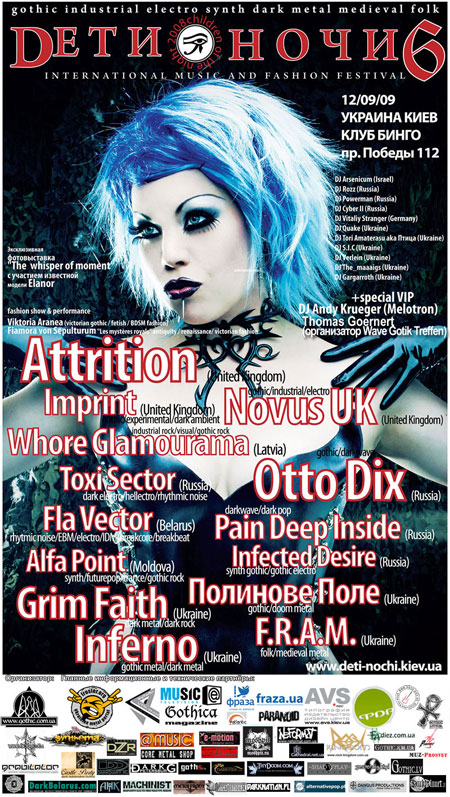
Aфиша "Дети Ночи: Чорна Рада 6" 2009
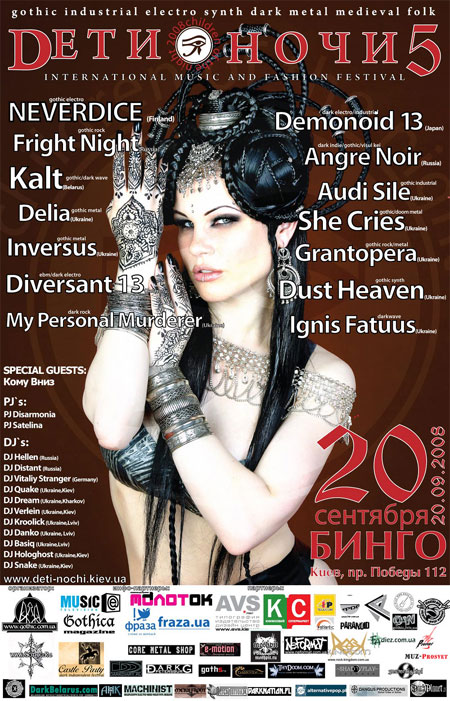
Aфиша "Дети Ночи: Чорна Рада 5" 2008
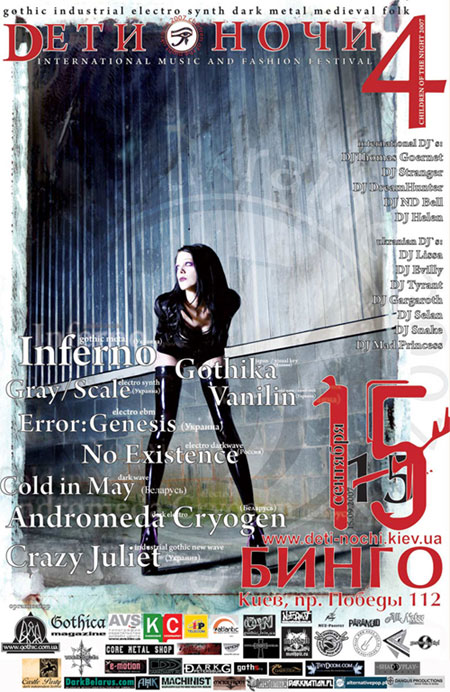
Aфиша "Дети Ночи: Чорна Рада 4" 2007
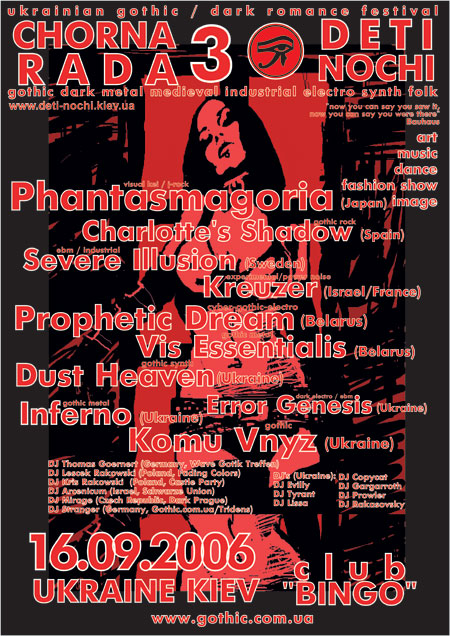
Aфиша "Дети Ночи: Чорна Рада 3" 2006
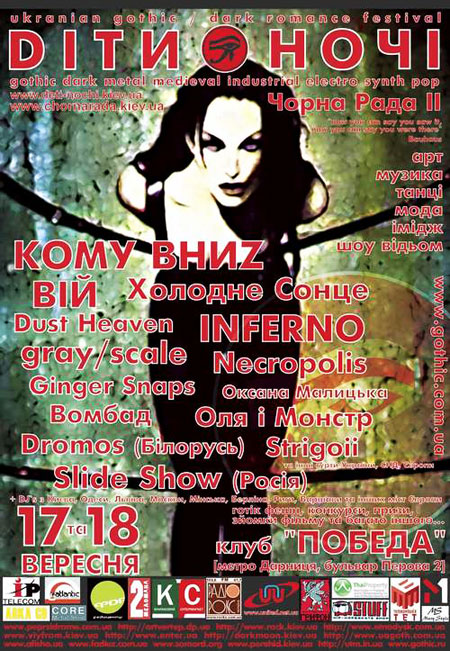
Aфиша "Дети Ночи: Чорна Рада 2" 2005
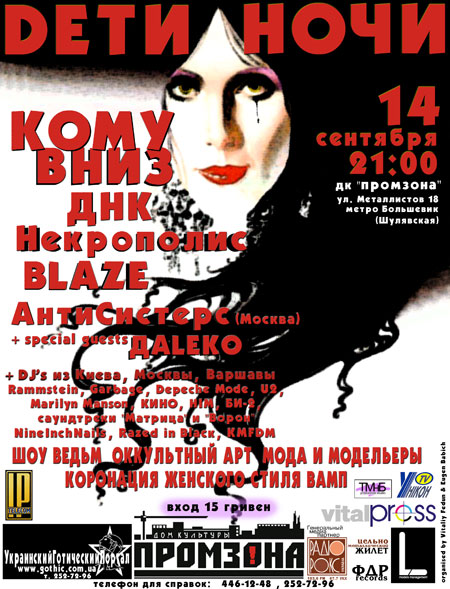
Aфиша "Дети Ночи: Чорна Рада 1" 1999-2000

## Публикации: Тематические материалы в периодике
- Публикация об украинской готик-сцене «Люди в черном» в деловом еженедельнике «Власть денег» (№ 51, сентябрь 2005) (ссылка, автор: Ольга Володченко)
- Статья «Готы» в развлекательном еженедельнике «Афиша» (№ 21, 30 мая — 5 июня, 2005) ( Архивная копия от 4 марта 2012 на Wayback Machine) ( Архивная копия от 4 марта 2012 на Wayback Machine)
- Статья «Ноты для готов: Дети Ночи 4» в молодёжном журнале «Молоток» (№ 17, 2007) ( Архивная копия от 4 марта 2012 на Wayback Machine), автор: Олександра Васильчук
- Статья «Украинские готы веселились всю ночь» в газете «Обзор» (25 апреля, 2007) ( Архивная копия от 4 марта 2012 на Wayback Machine), автор: Ефим Александров
- Статья «Ходят готы среди нас» в газете «Вечерние вести» (№ 196, 25 декабря, 2003) (), автор: Александр Евтушенко
- Статья «Vitaliy aus Kiew denkt duester» в газете «Leipziger Volkszeitung» (№ 196, 25 декабря, 2003) ( Архивная копия от 2 марта 2012 на Wayback Machine), автор: Eddie Stein
- Статья «Готика в Украине: Кому вниз, а кому холодное солнце» в журнале R.I.P. (№ 1 (июнь/июль 2005))( Архивировано 17 марта 2008 года.), автор: Ольга Сафина
- Интервью «Ідеолог української готики Віталій Федун: Чорний ангел з сокирою захищає Україну» в политическом издании «Украинская Правда» (№ 196, 29 августа, 2004) ( Архивная копия от 24 октября 2009 на Wayback Machine), автор: Настя Снежная
- Интервью «Украинская готика — это сила духа» в литературном издании «Украинское слово» (№ 13, 27 февраля — 4 марта, 2003) ( Архивная копия от 17 августа 2011 на Wayback Machine), автор: Настя Снежная
- Статья и интервью «Люди в черном» в развлекательном издании «Афиша» (№ 42, 25 октября — 10 ноября, 2003) ( Архивная копия от 17 августа 2011 на Wayback Machine)

## Публикация: Книги
Фестиваль «Дети Ночи» упоминается в эссе «Тернопіль інкогніта. Goths in Ternopil» в книге Ю. Андрухович, Л. Дереш, С. Жадан. ТРИЦИЛІНДРОВИЙ ДВИГУН ЛЮБОВІ. — Харків: Фоліо, 2008. — 219 с. — (Графіті).